# 林多埃斯蒂
林多埃斯蒂是巴西巴拉那州的一个市镇。总面积361.368平方公里，总人口5498人，人口密度15.2人/平方公里。